# Ga Daehwa
Ga Daehwa (Tiếng Hàn: 대화역, Hanja: 大化驛) là ga tàu điện ngầm và ga cuối của Tuyến Ilsan trên Tàu điện ngầm vùng thủ đô Seoul tuyến 3 ở Daehwa-dong, Ilsanseo-gu, Goyang-si, Gyeonggi-do, Hàn Quốc. Đây là đoạn đi ngầm từ ga này đến Ga Baekseok. Đây là một đoạn của Tập đoàn Đường sắt Hàn Quốc từ ga này đến Ga Jichuk.

## Lịch sử
- 30 tháng 1 năm 1996: Hoạt động kinh doanh bắt đầu như một ga cuối với việc mở đoạn giữa Ga Daehwa ~ Ga Jichuk trên Tuyến Ilsan. Ngoài ra, đã bắt đầu kết nối trực tiếp tới Tàu điện ngầm Seoul tuyến 3.
- 27 tháng 12 năm 2014: Với việc khai trương Ga Wonheung trên Tàu điện ngầm vùng thủ đô Seoul tuyến 3, số ga đã thay đổi từ 310 thành 309.
- Chưa quyết định: Tàu điện ngầm vùng thủ đô Seoul tuyến 3 đoạn Ga Daehwa - Ga Geumneung mở rộng dự kiến mở cửa.

## Tổng quan
KINTEX nằm cách đó 500m. Sau khi mở rộng phần mở rộng giữa Ga Suseo ~ Ga Ogeum, số lượng chuyến tàu đến Daehwa tăng dần. Các chuyến tàu dừng tại ga này hiếm khi đi tuyến đường vòng, nhưng gần đây, các chuyến tàu chạy tuyến đường vòng đã trở nên thường xuyên hơn. Nếu không đi vào tuyến quay về, hãy khởi hành trực tiếp từ sân ga hướng Ogeum mà bạn đã vào theo hướng Ga Juyeop. Ba chuyến tàu đỗ vào đêm khuya.

## Bố trí ga
| Bắt đầu·Kết thúc |
| １２ \|          |
| ↓ Juyeop         |

| 1 · 2 | ●Tuyến 3 | Hướng đi Yeonsinnae · Chungmuro · Suseo · Ogeum → |

## Xung quanh nhà ga
- Tổng công ty quản lý thành phố Goyang
- Khu liên hợp thể thao Goyang
- Sân vận động phụ trợ Khu liên hợp thể thao Goyang
- Goyang Gymnasium (phòng tập thể dục trong nhà và bể bơi trong nhà) (phòng tập thể dục trong nhà là sân nhà của Goyang Sono Sky Gunners, một đội bóng rổ chuyên nghiệp)
- Trung tâm huấn luyện bóng chày đội tuyển quốc gia Goyang (Bóng chày chuyên nghiệp KBO Futures League Đội 2 Sân nhà Goyang Heroes)
- Viện nghiên cứu phát triển giao thông vận tải
- Trung tâm phân phối nông sản, thủy sản
- Nhà để xe công cộng Daehwa-dong
- Thư viện Daehwa
- Trường trung học cơ sở Daehwa
- Chi nhánh Megabox KINTEX
- One-Mount
- Studio CJ ENM Ilsan
- Bệnh viện Ilsan Paik Đại học Inje
- Trường trung học Ilsan Daejin
- Văn phòng Ilsan Seo-gu
- Trường trung học cơ sở Jangseong
- Trường tiểu học Jangseong
- Trường tiểu học Jangchon
- Trường trung học Juyeop
- KINTEX
- Tập đoàn Công nghệ An toàn Cơ sở Hàn Quốc
- Đồn cảnh sát phía Tây Ilsan
- Hyundai Department Store Chi nhánh KINTEX
- Homeplus Chi nhánh KINTEX
- Lotte Mart Big Market Chi nhánh KINTEX
- E-Mart Town Chi nhánh Kintex
- E-Mart Chi nhánh Kintex
- E-Mart Traders Chi nhánh Kintex
- Maison Ticia Chi nhánh KINTEX
- Electronic Mart Chi nhánh KINTEX